# Scumpia, Fălești
Scumpia este un sat, centru de comună, din raionul Fălești, Republica Moldova. Se află la o distanță de 11 km de Fălești și 132 km de Chișinău.

## Etimologie
Numele satului provine de la denumirea comună a arbustului scumpie (latină Cotinus).

## Istorie

### Arheologie
Pe teritoriul comunei s-au păstrat 7 movile funerare, acestea fiind dovezi că materiale certe că aici au staționat în câteva rânduri cete de nomazi.

### Atestare documentară
Satul Scumpia este menționat documentar pentru prima dată într-un document emis la 28 aprilie 1552, de către domnul Ștefan Rareș:
„Din mila lui Dumnezeu, noi Ștefan Voievod, domn al Țării Moldovei. Facem cunoscut cu această carte a noastră tuturor celor care o vor vedea sau o vor auzi citindu-se, că au venit înaintea noastră și înaintea tuturor boierilor noștri moldoveni slugile noastre, Dumitru și Gheorghe, și surorile lor, Grozava și Sofia, și Co..., copiii lui Toader Stolnic, de bunăvoia lor, nesiliți de nimeni, nici asupriți, și au vândut dreapta lor ocină din privilegiu ce a avut tatăl lor Toader de la părintele domniei mele, Petru Voievod, jumătate dintr-o seliște pe Gârlă, mai sus de gura Săratei, la Viezuri, care acum se numește Scumpia, slugilor noastre Marco, Vasea și Vlad, pentru o sută și șaizeci de zloți tătărești.

Iar pentru mai mare tărie și putere a tuturor celor mai sus scrise, am poruncit credinciosului nostru pan Lucoci logofăt să scrie și să atârne pecetea noastră la această carte a noastră.

A scris Marcu al lui Zagan, la Iași, în anul 7060 <1552> Aprilie, 28”
Copii complete ale acestui document au fost editate în Obiectele Muzeului din Odessa, p. 237; Documente moldovenești, p. 9-10; Documente privind istoria României. A. Moldova. Veacul XVI, vol. II, p. 5-6. În toate cele trei texte, data de an (ștearsă în documentul original) a fost indicată fără a se lua în considerare faptul că Ștefan Rareș nu era încă domn la 28 aprilie 1551 (7059). Ulterior, s-a observat că nici Sfatul domnesc nu corespunde acelui an, iar Lucoci logofăt apare în acte între 28 martie și 14 mai 1552 (7060), deci, data de an a actului nu poate fi decât 7060 (1552).
O alta sursa identificată la Biblioteca Centrala Universitară din Iași amintește Scumpia in anul 1429, ca parte a plasei Iasului!

### Perioada voievodatului Moldovei
În anul 1618, Radu Mihnea oferă scutiri de orice dări și prestații satului Scumpia din ținutul Iași, a lui Enache postelnicul, dar să plătească numai numai 100 taleri de argint pe an. Aceste privilegii sunt întărite și în actele semnate de domnii Gașpar Grațiani, în 1619, și Ștefan Tomșa al II-lea, în 1623.
Numele localității apare în cronicile campaniei poloneze de la Prut din anul 1620. Astfel, după ce tabăra lui Stanisław Żółkiewski s-a deplasat de-a lungul malului stâng al râului Gârla Mare, în apropiere de satul Scumpia în dimineața zilei de 1 octombrie, oștile poloneze au respins un atac al tătarilor.
Recensământul din 1772-1773 atestă 20 gospodării birnice, doi duhovnici erau eliberați de danie, moșia satului aparținea Mănăstirea Sfântul Sava, punct poștal.
La data de 21 decembrie 1775, la parohia Scumpia a fost hirotonit preotul blagocin Maxim, care a slujit și la biserica mai veche din sat.
Biserica „Sf. Arhanghel Mihail” din satul Scumpia a fost construita în anul 1776, din lemn.
La 17 iunie 1795 într-o mărturia hotarnică a moșiei Fălești este menționat Anastase Grecul vornic al moșiei Scumpia.

### Perioada țaristă
La începutul secolului XIX, după ce spațiu dintre râurile Prut și Nistru a fost anexată la Imperiul Rus, s-a efectuat o evaluare a patrimoniului bisericesc, stării economice și a populației de pe teritoriul revenit ei în urma tratatului de pace de la București din anul 1812 luna mai. Populația a fost evaluata în trei categorii: A- bogați; B- mijlocași și G- săraci.
În satul Scumpia, la categoria "A" au fost incluși: 2 preoți, 1 pălămar și 1 mazil; la categoria "G" au fost numărați: 84 gospodării, 7 vădane și 18 burlaci, în total 106 bărbați și 7 femei (enumerați erau numai partea bărbăteasca și femeile care trebuiau să plătească impozit). 
Aici au fost incluse și cătunele din jur. La acea vreme moșia s. Scumpia aparținea mănăstirii Sfântului Sava din Iași. Pământuri arabile, finețe și pășune erau în deajuns. Satul mai avea trei iazuri pentru adăpatul vitelor, cinci lanuri cu vița de vie și șase cu livezi țărănești.
La mijlocul anilor 1850 erau 742 oameni.
În 1867 Mânăstirea Sfântului Mormânt din Ierusalim poseda 2789 desetine de pământ.
În 1870, numărul de case constituia 140, locuitori – 276 bărbați și 295 femei, cai – 40, vite cornute mari – 614, ovine și caprine – 1870. Statisticile din anul 1875 arată o creștere aproape dublă a populației și a animalelor domestice crescute: locuitori – 440 bărbați și 417 femei; cai – 123, vite cornute mari – 1140, ovine și caprine – 2800.
În anul 1886 au fost numărați 1155 oameni, 155 de curți și o biserică ortodoxă.
La începutul secolului XX ,Scumpia făcea parte din volostea Sculeni, județul Bălți. În 1904 erau 207 case, cu o populație de 1914 persoane; o biserică, cu hramul Sf. Mihail; școală elementară rusească. Țăranii au fost împroprietăriți pe pământul mănăstiresc și posedă 1422 desetine. Mănăstirea Sf. Mormânt avea aici 1963 desetine. împrejurul satului sunt vii și livezi cu pomi.
Pentru participarea în Primul Război Mondial au fost încorporați în armata țaristă rusă 12 bărbați din Scumpia (Andrieș Gheorghe; Arghiri-Arhirov Vasile, Blișceac Ion; Gaftan Vasilie; Guluban-Buluban Gheorghe; Jdanov Andrei; Zazuleac-Lucic Nicolae; Cojocari-Buga Teodor; Chivriga-Cojocari-Fosa Mihail; Prodan-Ursachi Isidor; Prodan-Ursachi; Pasat Iustin).

### Perioada românească
După unirea Basarabiei cu România, satul Scumpia făcea parte, din punct de vedre administrativ, din plasa Sculeni a județului Bălți.
Anuarul Eparhiei Chișinăului și Hotinului din 1922 în calitate de preot la Biserica Sfântul Mihail din anul 1910 slujea Ioan Silvestrovici, de 48 de ani pe atunci. Cântăreț era Vasile Ostapov, de 37 ani, fiind în serviciu sacru la aceeași biserică începând cu anul 1907.
Structura etnică a populației, 1930
     Români (96,5%)
     Evrei (1,6%)
     Ruși (1%)
     Alte etnii (0,9%)
În anul 1923, primar în comuna Scumpia era Butnariu V-le, notar Dragoș Teodor. La începutul administrării românești funcționau cinci băcănii (deținute de Cosalet Haralambie, Gheliman Maria, Mihailov Dumitru, Roitman Moișe, Rapaport Șmil), o cârciumă (Dupceac Teodor), Cooperativa agricolă „Traian”. Pentru producerea făinii exista o moară cu aburi (S. Șloimă & Dornețchi). În domeniul financiar activa Cooperativa de credit „Scumpia” cu un capital de 250.000 lei, președinte fiind Marinescu Traian. În 1924 satul cuprindea 545 de gospodării, 905 bărbați și 987 femei.
Anuarul României pentru comerț, industrie, meserii și agricultură publicat în anul 1928 atestă în satul Scumpia 2191 locuitori, șapte băcănii (Covaliov Haralambie; Gelman Ițic; Gelmani M.; Maghis Ilie; Mihailov Dumitru; Rapaport Șmit; Roitman Moiși), o blănărie (Miron Vasile) două cârciumi, un cizmar, o moară cu aburi, două fabrici de uleiuri, un sobar (Avram Cozma).
Învățământul era asigurat de o școală mixtă, de fete și băieți, cu învățătorii Bejenari Alexandru și Marinescu Traian.
În anul 1930 are loc recensământul general al populației care a numărat 1946 de locuitori, inclusiv: români – 1878 persoane; evrei – 32 de persoane; ruși – 20 oameni; polonezi – 9 persoane și țigani – 7 persoane. Limba română, în calitate de limba maternă, și-au declarat 1887 persoane; limba idiș – 27 persoane; limba rusă – 23 și limba poloneză – 9 persoane.
În perioada interbelică satul Scumpia a fost centru de comună cu aceeași denumire, unde pe lângă primăria își desfășurau activitatea agenția de percepere și poșta rurală. În cadrul comunei au fost incluse și satele Cotul Sandagiului, Măgureanca, Nicolăeni, Sărata Veche și Sărata Nouă.

### Anii celui de-al Doilea Război Mondial
La recensământul din anul 1941 au fost înregistrați 2.318 de locuitori și 508 clădiri.
În 1942 satul Scumpia era centrul administrativ al comunei omonime alcătuită din localitățile: Cotu Sandajiului, Hârtopu Popii, Măgureanca, Niculăeni și Stolniceni-Gară.

### Perioada sovietică
În perioada sovietică în Scumpia se afla sediul colhozului „50 de ani ai lui Octombrie”. În 1974 producția globală a constituit 3,1 mln. ruble sovietice, producție realizată - 2,55 mln. ruble, inclusiv: culturi tehnice - 940, creșterea animalelor - 634, viticultura și pomicultura 294, cereale - 196, legumicultura - 117. Venitul net a constituit , în 1974, 884 mii ruble. Gospodăria dispunea de 49 tractoare, 18 autocamioane, 25 combine. Din instituțiile culturale în sat activa Casa de cultură cu sală de cinema cu ecran lat și două biblioteci. De asemenea, satul dispunea de o creșă. o grădiniță și o școală medie. În sistemul ocrotirii sănătății funcționa un spital, o policlinică și o farmacie. Domeniul serviciilor era reprezentat de un atelier de deservire socială, magazin, poștă.

## Populație
Structura etnică a populației, 2004
     Români (99%)
     Alte etnii (1%)
Conform recensământului din anul 2004 populația este de 3.308 locuitori, inclusiv: 1600 de bărbați și 1708 de femei. Componența etnică a populației este următoarea: români - 3275 locuitori, ucraineni - 24 locuitori, ruși - 6 locuitori, un bulgar și 2 locuitori de alte naționalități.
Scumpia - evoluția demografică

0500100015002000250030003500185518751897192319412004populațiePopulația istorică din Scumpia
Date: Recensăminte sau birourile de statistică - grafică realizată de Wikipedia

## Educație

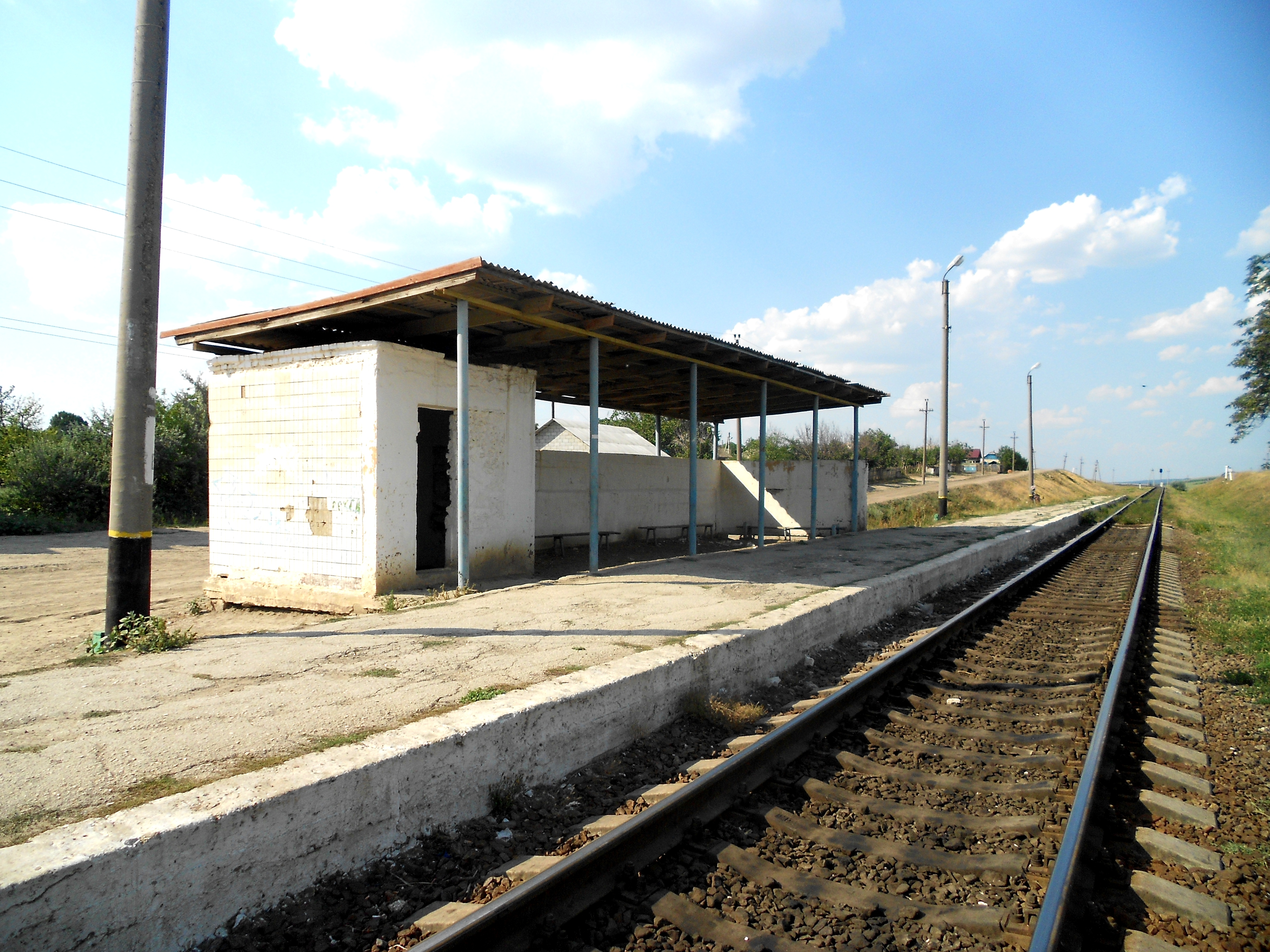
Stația feroviară Scumpia

În satul Scumpia funcționează Gimnaziul „Vasile Alecsandri” frecventat de peste 250 de elevi și predau 17 cadre didactice. Până în anul 2017 instituția de învățământ avea statutul de liceu teoretic. Edificiul școli a fost construit 1971, proiect cu o capacitate pentru 624 copii și dispune de săli de clasă, 1 cabinet de informatică, 1 cabinet de chimie, 1 cabinet de fizică, bibliotecă cu sală de lectură, sală de festivități, sala de sport, teren de sport, cabinet metodic.

## Personalități
- Anatol Moraru (născut în 1958) - conferențiar universitar la Universitatea de Stat Alecu Russo din Bălți, membru al Uniunii Scriitorilor din Republica Molodva;[27]
- Grigore Friptuleac (născut în 1943) -  profesor universitar la Universitatea de Stat de Medicină și Farmacie "Nicolae Testemițanu", doctor habilitat în științe medicale, Om Emerit al RM;[28]
- Oleg Buga (născut în 1965) - profesor universitar, doctor habilitat, cadru didactic la Universitatea de Stat din Cahul și Universitatea de Stat din Bălți;[29]
- Valeriu Pasat (născut în 1958) - politician moldovean, fost ministru al apărări (1997-1999) și apoi al securității naționale (1999);[30]
- Vasile Cernei (născut în 1925) - participant în cel de-al doilea război mondial, șef de fermă în perioada sovietică.